# فرانسیس کیهرنان
فرانسیس کیهرنان (انگلیسی: Francis Kiernan; ۲ اکتبر ۱۸۰۰ – ۳۱ دسامبر ۱۸۷۴) پزشک، کالبدشناس، و استاد دانشگاه اهل پادشاهی متحد بریتانیای کبیر و ایرلند بود.
وی همچنین برندهٔ جوایزی همچون همکار انجمن سلطنتی و مدال کاپلی شده‌است.